# Schönenberg (Zwitserland)
Schönenberg is een plaats en voormalige gemeente in het Zwitserse kanton Zürich, en maakt deel uit van het district Horgen.
Schönenberg telt 1929 inwoners. Op 1 januari 2019 ging Schönenberg op in de gemeente Wädenswil.